# Rinaca
Rinaca is een geslacht van vlinders van de familie nachtpauwogen (Saturniidae), uit de onderfamilie Saturniinae.

## Soorten
- R. anna (Moore, 1865)
- R. bieti Oberthür, 1886
- R. boisduvalii (Eversmann, 1846)
- R. bonita (Jordan, 1911)
- R. cachara (Moore, 1872)
- R. chinensis Rebel, 1925
- R. chinghaina Chu & Wang, 1993
- R. fukudai (Sonan, 1937)
- R. grotei Moore, 1859
- R. heinrichi (Lemaire, 1976)
- R. japonica (Moore, 1872)
- R. jonasi (Butler, 1877)
- R. kansuensis Mell, 1939
- R. kitchingi Brechlin, 2001
- R. lindia (Moore, 1865)
- R. microcaligula Naessig, 1994
- R. naumanni Brechlin, 2001
- R. simla (Westwood, 1847)
- R. thibeta (Westwood, 1854)
- R. tsinlingshanis Mell, 1939
- R. winbrechlini Brechlin, 2000
- R. witti Brechlin, 1997
- R. yunnana (Mell, 1939)
- R. zuleika Hope, 1843